# Ernst Mayer (Politiker, 1901)
Ernst Mayer (* 8. Juni 1901 in Zweibrücken; † 18. Dezember 1952 in Stuttgart) war ein deutscher Politiker der FDP/DVP und Journalist.

## Leben
Mayer war in Singen (Hohentwiel), Ebingen und Pirmasens als politischer Redakteur tätig. Als Chefredakteur des demokratischen Neuen Albboten wurde er 1933 auf dem Heuberg interniert und aus Baden ausgewiesen. 1934 wurde ihm wegen „politischer Unzuverlässigkeit“ Berufsverbot erteilt.
1945 baute er die LDPD in Sachsen auf. Weihnachten 1945 kehrte er nach Württemberg zurück und war Mitbegründer und geschäftsführender Vorsitzender der dort Demokratische Volkspartei (DVP) genannten Liberalen und Vorstandsmitglied der FDP in den Westzonen. In der kurzlebigen Demokratischen Partei Deutschlands (DPD), dem Zusammenschluss von westdeutscher FDP und ostdeutscher LDPD, war er gemeinsam mit Arthur Lieutenant (LDPD) Geschäftsführer. Dem Deutschen Bundestag gehörte er seit der ersten Wahl 1949 bis zu seinem Tode an. Vom 6. Mai 1952 an war er stellvertretender Fraktionsvorsitzender.
Mayer war von 1950 bis 1952 Herausgeber der freien demokratischen korrespondenz (fdk).